# Narodni park in rezervat Denali
Narodni park in rezervat Denali, prej znan kot narodni park Mount McKinley, je ameriški narodni park in rezervat v notranjosti Aljaske s središčem na Denaliju, najvišji gori Severne Amerike. Park in sosednji rezervat obsegata 6.045.153 hektarjev (24.464 km2), kar je podobno kot Slovenija. 2. decembra 1980 je bil znotraj parka ustanovljen rezervat Denali na 2.146.580 hektarih (8687 km2). V parku uspeva mešanica gozda na najnižjih legah, vključno z listnato tajgo, s tundro na srednjih legah ter ledenikov, snega in golih skal na najvišjih legah. Najdaljši ledenik je ledenik Kahiltna. Pozimi dejavnosti vključujejo vožnjo s pasjo vprego, tek na smučeh in vožnjo z motornimi sanmi. Park je leta 2018 obiskalo 594.660 rekreativnih obiskovalcev.

## Zgodovina

### Prazgodovina in predzgodovina
Prisotnost človeka v regiji Denali sega do več kot 11.000 let pred sedanjostjo, z dokumentiranimi kraji tik izven meja parka, datiranimi v več kot 8000 let pred sedanjostjo. Vendar je bilo znotraj meja parka dokumentiranih razmeroma malo arheoloških najdišč zaradi visoke nadmorske višine regije z ostrimi zimskimi razmerami in redkimi viri v primerjavi z nižjimi legami na tem območju. Najstarejše najdišče znotraj meja parka je najdišče ob reki Teklanika, ki je datirano okoli leta 7130 pr. n. št. V parku je dokumentiranih več kot 84 arheoloških najdišč. Območja so običajno označena kot lovska taborišča in ne naselja in zagotavljajo malo kulturnega konteksta. Prisotnost atapaških ljudstev v regiji je na podlagi jezikovnih in arheoloških dokazov datirana 1500 do 1000 let pred prisotnostjo, medtem ko raziskovalci domnevajo, da so Atapaski to območje morda naseljevali že tisočletja pred tem. Glavne skupine na območju parka v zadnjih 500 letih so ljudstva Koyukon, Tanana in Dena'ina.

### Ustanovitev parka
Leta 1906 si je naravovarstvenik Charles Alexander Sheldon zamislil ohranitev regije Denali kot narodnega parka. Načrt je predstavil svojim sočlanom kluba Boone in Crockett. Odločili so se, da je takratno politično ozračje neugodno za kongresno delovanje in da največ upanja na uspeh temelji na odobravanju in podpori samih prebivalcev Aljaske. Sheldon je zapisal: »Prvi korak je bil zagotoviti odobritev in sodelovanje delegata, ki je zastopal Aljasko v kongresu«.
Oktobra 1915 se je Sheldon o zadevi pogovarjal z dr. E. W. Nelsonom iz Biološkega zavoda v Washingtonu, D.C., in z Georgeom Birdom Grinnellom, da bi na prihodnji seji kongresa predstavili ustrezen predlog zakona. Zadeva je bila nato predložena Game Committee Boone and Crockett Cluba in po temeljiti razpravi je prejela popolno potrditev odbora.
3. decembra 1915 je bil načrt predstavljen aljaškemu delegatu Jamesu Wickershamu, ki ga je po nekaj premisleku odobril. Načrt je nato šel v izvršni odbor kluba Boone in Crockett in 15. decembra 1915 je bil soglasno sprejet. Načrt je nato podprl klub in ga predstavil Stephenu Matherju, pomočniku ministra za notranje zadeve v Washingtonu, D.C., ki ga je takoj odobril.
Predlog zakona sta aprila 1916 predstavila delegat Wickersham v predstavniškem domu in senator Key Pittman iz Nevade v senatu. Naslednje leto je potekalo veliko lobiranja in 19. februarja 1917 je bil predlog zakona sprejet. 26. februarja 1917, 11 let od njegove zasnove, je zakon podpisal predsednik Združenih držav, Woodrow Wilson, s čimer je bil ustanovljen narodni park Mount McKinley.
Del Denalija, razen vrha, je bil vključen v prvotno mejo parka. Meja je bila razširjena leta 1922 in ponovno v letih 1932 in 1947, da je zajela območje hotela in železnice.
Na zahvalni dan leta 1921 so odprli Mount McKinley Park Hotel. Julija 1923 se je predsednik Warren G. Harding ustavil v hotelu na ogledu Aljaške železnice, med katerim je zabil zlato konico, ki je označevala njeno dokončanje v Nenani. Dvonadstropna brunarica z ravno streho je imela vidne balkone, steklena okna in električne luči. V notranjosti je bilo dva ducata sob za goste, trgovina, okrepčevalnica, kuhinja in shramba. Do leta 1930 so poročali o ušeh, umazanem perilu, sobah s prepihom in obrobni hrani, zaradi česar so hotel na koncu zaprli.
150 km dolga cesta Park Road je bila dokončana leta 1938 po 17 letih gradnje.
Ni bilo cestnega dostopa do vhoda v park do leta 1957, ko so odprli Denali Highway; obisk parka se je močno povečal: leta 1956 je bilo 5000 obiskovalcev, leta 1958 pa 25.000 obiskovalcev. Leta 1971 je bila dokončana George Parks Highway, ki so jo več let gradili postopoma in je zagotovila neposredne cestne povezave z Anchorageom in Fairbanksom. Obisk se je od leta 1971 do 1972 podvojil na 88.000.
Leta 1967 je bil park prizorišče ene najbolj smrtonosnih alpinističnih nesreč v Združenih državah, imenovana Nesreča na gori McKinley, kjer je v močnem snežnem metežu na Denaliju umrlo sedem plezalcev. Park služba je razpravljala o zaprtju gore za plezanje po nesreči, vendar je končno ostala odprta.
Park je bil leta 1976 razglašen za mednarodni biosferni rezervat. Nacionalni spomenik Denali, ki ga obdaja, je 1. decembra 1978 razglasil predsednik Jimmy Carter, ki je bil leta 1980 združen s parkom.

### Spor glede poimenovanja
Ime narodnega parka Mount McKinley je bilo od začetka parka predmet lokalnih kritik. Beseda Denali pomeni »tisti visok« v maternem atapaskanskem jeziku in se nanaša na samo goro. Goro je po novoizvoljenem ameriškem predsedniku Williamu McKinleyju leta 1897 poimenoval lokalni raziskovalec William A. Dickey. Vlada Združenih držav je uradno sprejela ime Mount McKinley, potem ko je predsednik Wilson leta 1917 podpisal zakon o ustanovitvi narodnega parka Mount McKinley. Leta 1980 je bil narodni park Mount McKinley združen z narodnim spomenikom Denali, zakon o ohranjanju zemljišč nacionalnega interesa Aljaske pa je združeno enoto poimenoval narodni park in rezervat Denali. Takrat je državni odbor za geografska imena Aljaske spremenil ime gore v Denali. Vendar Odbor ZDA za geografska imena ni priznal spremembe in je uradno ime še naprej označeval kot Mount McKinley. To stanje je trajalo do 30. avgusta 2015, ko je predsednik Barack Obama ministrici za notranje zadeve Sally Jewell naročil, naj goro preimenuje v Denali, pri čemer je uporabila zakonsko pooblastilo za ukrepanje na zahteve, ko odbor za zemljepisna imena tega ne stori v »razumnem« roku

### 1990-ta
Leta 1992 se je Christopher McCandless podal v divjino Aljaske in se naselil v zapuščenem avtobusu v parku na poti Stampede na 63°52′5.96″N 149°46′8.39″W / 63.8683222°N 149.7689972°W, blizu jezera Wentitika. Nosil je malo hrane ali opreme in upal je, da bo le nekaj časa živel v samoti. Skoraj štiri mesece pozneje so našli McCandlessove izstradane posmrtne ostanke, ki so tehtali le 30 kg. Njegova zgodba je bila široko objavljena v člankih, knjigah in filmih, avtobus, kjer so našli njegove posmrtne ostanke, pa je postal svetišče, ki privablja ljudi z vsega sveta.
24. septembra 2020 je Severni muzej  na Univerzi Aljaske (Fairbanks) objavil, da je postal stalni dom McCandlessovega 'Magic Bus 142', kjer ga bodo obnovili in ustvarili razstavo na prostem.

### 2000-ta
5. novembra 2012 je kovnica Združenih držav Amerike izdala 15. iz serije America the Beautiful Quarters, ki počasti narodni park Denali. Na hrbtni strani kovanca je Dallova ovca  (Ovis dalli) z Denalijem v ozadju.
Septembra 2013 je predsednik Barack Obama podpisal Zakon o izboljšanju narodnega parka Denali (Denali National Park Improvement Act) v zakon. Statut Ministrstvu za notranje zadeve Združenih držav dovoljuje, da »izdaja dovoljenja za projekte mikrohidroelektrarn na območju Kantishna Hills v narodnem parku in rezervatu Denali na Aljaski«; pooblašča Ministrstvo za notranje zadeve in podjetje z imenom Doyon Tourism, Inc., da zamenja nekaj zemljišč na tem območju; pooblašča Službo narodnih parkov (National Park Service - NPS) za »izdajo dovoljenj za gradnjo plinovoda za zemeljski plin v narodnem parku Denali«; in preimenuje obstoječo postajo Talkeetna Ranger Station v Walter Harper Talkeetna Ranger Station. Združenje za ohranjanje narodnih parkov je podprlo predlog zakona, ker zakonodaja »premišljeno pristopa k zaščiti brezpotne Aljaske, spodbujanju razvoja obnovljivih virov energije in spoštovanja domorodcev Aljaske«.

## Geografija
Narodni park in rezervat Denali vključuje osrednji, najvišji del Aljaske, skupaj s številnimi ledeniki in ledeniškimi dolinami, ki iz območja tečejo proti jugu. Na severu park in rezervat obsegata doline rek McKinley, Toklat in Foraker, pa tudi Kantishna in Wyoming Hills. Cesta George Parks poteka vzdolž vzhodnega roba parka in prečka pogorje Aljaske na razcepu med dolinama reke Chultina in reke Nenana. Vhod v park je približno 18 km južno od Healyja. Center za obiskovalce Denali in sedež parka sta tik ob vhodu. Parkovna cesta je vzporedna z Aljaškim gorovjem v dolžini 148 km in se konča pri Kantishni. Rezervat je na zahodni strani parka, pri čemer ena parcela obsega območja jezer na območjih Highpower Creek in Muddy River, drugo območje rezervata pa pokriva jugozahodni konec visokega Aljaškega pogorja okoli gore Dall. V nasprotju s parkom, kjer je lov prepovedan ali omejen na lov za preživljanje s strani lokalnih prebivalcev, je v rezervatu dovoljen športni lov. Prebivalci Nikolaja, Telide, jezera Minchumina in Cantwella imajo dovoljenje za lov v parku, ker so veliki deli teh skupnosti v preteklosti lovili na tem območju zaradi preživetja.

### Dostop z vozilom
Park oskrbuje 148 km dolga cesta Denali Park Road, ki se začne pri cesti George Parks Highway in se nadaljuje proti zahodu ter konča pri Kantishni. Avtobusno postajališče Denali Bus Depot (v katerem so majhna trgovina s spominki, stojnica s kavo in informacijski pult), ki je 1,6 km znotraj parka, je glavna lokacija za organiziranje izleta z avtobusom v park ali rezervacijo/prijavo za kamp prostor. Od tod odhajajo vsi avtobusi, kot tudi nekateri izleti. Center za obiskovalce Denali je 1,5 km od vhoda v park in je glavni vir informacij za obiskovalce. Večina programov, ki jih vodijo nadzorniki, se začne v centru za obiskovalce Denali. Tu je tudi razstavna dvorana. V neposredni bližini centra za obiskovalce so restavracija, knjigarna, znanstveni in učni center Murie, železniško skladišče narodnega parka Denali in letališče McKinley National Park Airport.
Cesta Denali Park Road poteka severno od mogočnega Aljaškega pogorja in približno vzporedno z njim. Le majhen del ceste je asfaltiran, ker bi permafrost in cikel zmrzovanja in odmrzovanja povzročila visoke stroške za vzdrževanje asfaltirane ceste. Prvih 24 km ceste je na voljo zasebnim vozilom, kar omogoča enostaven dostop do kampov Riley Creek in Savage River. Dostop z zasebnimi vozili je prepovedan onkraj mostu Savage River. Na tej točki je obračališče za voznike, pa tudi bližnje parkirišče za tiste, ki želijo hoditi po poti Savage River Loop. Po tej točki morajo obiskovalci dostopati do notranjosti parka s turističnimi avtobusi. Posamezniki, ki želijo kampirati v kampu Teklanika (ta je 29 milj znotraj parkovne ceste), lahko vozijo svoja osebna vozila ali avtodome v kamp in iz njega.
Na cesto je vplival zemeljski plaz Pretty Rocks na prelazu Polychrome Pass pri milji 45,4. NPS verjame, da je bil plaz aktiven že pred gradnjo ceste, vendar je bilo potrebno le zmerno vzdrževanje vsake 2–3 leta. Začetek leta 2014 se je zemeljski plaz močno pospešil, zaradi česar je moralo cestno osebje na teden natrositi 100 tovornjakov gramoza, da je cesta ostala prevozna do avgusta 2021, ko se je park odločil, da zapre cesto do najmanj leta 2023. Po proučitvi možnih rešitev, vključno s spremembo trase ceste, so se uslužbenci parka odločili za izgradnjo mostu čez plaz, ki bo stal 55 milijonov dolarjev in naj bi se začel leta 2022 ter trajal dve ali tri sezone.
Ture potekajo od začetnih borealnih gozdov skozi tundro do reke Toklat ali Kantishna. Več delov ceste poteka vzdolž strmih pečin, ki se na robovih spuščajo več sto metrov. Zaščitnih ograj ni. Zaradi nevarnosti in ker je večina makadamske ceste široka samo en pas, morajo biti vozniki usposobljeni za postopke za navigacijo po ostrih gorskih ovinkih in dajanje prednosti nasprotnim avtobusom in parkiranim vozilom.
V notranjosti parka so štiri območja za kampiranje (Sanctuary River, Teklanika River, Igloo Creek in Wonder Lake). Avtobusi za kampiranje zagotavljajo prevoz do teh kampov, vendar lahko te avtobuse uporabljajo samo potniki, ki kampirajo v parku. Na oznaki 53 milj na cesti je kontaktna postaja reke Toklat. Vsi avtobusi in turistični avtobusi se ustavijo ob reki Toklat. Kontaktna postaja ima stranišča, informacije za obiskovalce in majhno knjigarno. Center za obiskovalce Eielson je štiri ure v parku na cesti (pri oznaki 66 milj). Ima sanitarije, dnevne programe, ki jih vodijo nadzorniki poleti, ob jasnih dneh pa pogled na Denali in Aljasko. Wonder Lake in Kantishna sta šest ur vožnje z avtobusom od centra za obiskovalce. Pozimi ostane odprt le del ceste Denali Park Road v bližini centra za obiskovalce.
Kantishna ima pet koč: Denali Backcountry Lodge, Kantishna Roadhouse, Skyline Lodge, Camp Denali in North Face Lodge. Obiskovalci lahko obidejo šesturno vožnjo z avtobusom in najamejo letalski taksi do letališča Kantishna. Letovišča Kantishna nimajo televizorjev in na tem območju ni mobilne telefonije. Prenočišča s storitvami so v parku McKinley, eno miljo severno od vhoda v park na cesti George Parks Highway. V parku Denali so številni hoteli, restavracije, trgovine z darili in samopostrežne trgovine.
Medtem ko glavna cesta v parku poteka naravnost skozi sredino divjine Denali, so narodni rezervat in deli parka, ki niso označeni kot divjina, še bolj nedostopni. Do rezervatov, ki so na severozahodnem in jugozahodnem koncu parka, ne poteka nobena cesta. Skrajni sever parka, ki ga zaznamujejo hribi in reke, je z vzhoda dostopen po makadamski poti Stampede Trail, ki se dejansko ustavi na meji parka blizu nekdanje lokacije avtobusa Into the Wild. Razgiban južni del parka, za katerega so značilni veliki kanjoni, napolnjeni z ledeniki, je dostopen po makadamski cesti Petersville Road, ki se ustavi približno 8,0 km izven parka. V gore je najlažje dostopati z zračnimi taksiji, ki pristajajo na ledenikih. Do Kantishne se lahko pride tudi z zračnim taksijem prek letališča Purkeypile, ki je tik izven meje parka.
Obiskovalci, ki se želijo povzpeti na Denali, morajo najprej pridobiti plezalno dovoljenje in opraviti tudi orientacijo. Najdejo jih na postaji Walter Harper Talkeetna Ranger v Talkeetni na Aljaski, približno 160 km južno od vhoda v narodni park in rezervat Denali. Ta center služi kot središče planinskega delovanja.
Savage River, Eielson Visitor Center in Wonder Lake ponujajo urejene pohodniške poti, v Riley Creeku pa je več urejenih poti, vključno s potjo na Mt. Healy Overlook. Park spodbuja tudi pohodništvo po brezpotju.

### Divjina
Divjina Denali je območje divjine znotraj narodnega parka Denali, ki ščiti višje lege osrednjega pogorja Aljaske, vključno z Denalijem. Divjina obsega približno eno tretjino sedanjega narodnega parka in rezervata - 2.146.580 hektarjev (8687 km²), kar ustreza nekdanjim mejam parka pred letom 1980.

## Geologija
Narodni park in rezervat Denali leži v osrednjem območju gorske verige Aljaske, ki se razteza 970 km čez Aljasko. Njegova najbolj znana geološka značilnost je Denali, prej znan kot Mount McKinley. Z nadmorsko višino 6190,5 m je najvišja gora v Severni Ameriki. Njen navpični relief (razdalja od vznožja do vrha 5500 m) je najvišja gora na svetu. Gora vsako leto še vedno pridobiva približno 1 mm višine zaradi nenehnega zbliževanja severnoameriške in pacifiške plošče. Gora je v glavnem narejena iz granita, trde kamnine, ki je težko erodirati; zato je ohranila tako visoko višino, namesto da bi bila erodirana.
Za območje parka je značilna kolizijska tektonika: v zadnjih milijonih let so se eksotični terrani v Tihem oceanu pomikali proti severnoameriškemu kopnemu in se zraščali ali pripenjali na območje, ki zdaj sestavlja Aljasko. Najstarejše kamnine v parku so del terrana Yukon-Tanana. Izvirajo iz oceanskih usedlin, odloženih med 400 milijoni in 1 milijardo let nazaj. Na prvotne kamnine so vplivali procesi regionalnega metamorfizma, gubanja in prelomov, da so nastale kamnine, kot so skrilavec, kvarcit, filit, skril, marmor in apnenec. Naslednja najstarejša skupina kamnin je Farewell terrane. Sestavljen je iz kamnin iz paleozoika (250-500 milijonov let). Sedimenti, ki sestavljajo te kamnine, so bili odloženi v različnih morskih okoljih, od globokih oceanskih bazenov do epikontinentalnih območij. Številni morski fosili dokazujejo, da je bilo pred približno 380 milijoni let na tem območju toplo, tropsko podnebje. Terrani Pingston, McKinley in Chulitna so naslednji najstarejši; odloženi so bili v mezozoiku. Vrste kamnin vključujejo marmor, roženec, apnenec, skrilavec in peščenjak. Obstajajo vdori magmatskih kamnin, kot so gabro, diabaz in [[diorit]g. Posebne značilnosti so blazinast bazalt, ki nastane, ko staljena lava teče v vodo in nastane trda zunanja skorja, zaradi česar je napihnjena oblika v obliki blazine; kot tudi ofiolitsko zaporedje, ki je ločeno zaporedje kamnin, ki kaže, da je bil del oceanske skorje dvignjen in potisnjen na celinsko območje.
Nekatere najmlajše kamnine v parku so terran Kahiltna, ki je flišno zaporedje (sedimentno kamninsko zaporedje, odloženo v morskem okolju v zgodnjih fazah izgradnje gora), ki je nastalo pred približno 100 milijoni let, v času pozne krede. Druga skalna sekvenca je McKinley Intrusive Sequence, ki vključuje Denali. Formacija Cantwell so tokovi bazalta in riolita ter usedline pepela. Primer je mogoče videti na Polychrome Pass v parku. ref name="HarrisTuttles">Harris, A.G., Tuttle, E., Tuttle S.D. Geology of National Parks. 6th ed. Kendall/Hunt Publishing Company 2004.</ref>
Mezozojski fosili vključujejo fosilne poti terizinozavrov in hadrozavridov v formaciji Cantwell, kar kaže, da je bilo to območje nekoč točka priseljevanja dinozavrov, ki so potovali med Azijo in Severno Ameriko v obdobju pozne krede. Študije fosilnih rastlin iz iste formacije kažejo, da je bilo območje mokro, z močvirji in ribniki po vsej regiji.
Narodni park in rezervat Denali je na območju intenzivne tektonske dejavnosti: pacifiška plošča se pogreza pod severnoameriško ploščo, kar ustvarja prelomni sistem Denali, ki je desnostranski zdrsni prelom, dolg več kot 1160 km. To je del večjega sistema prelomov, ki vključuje znamenito prelomnico sv. Andreja v Kaliforniji. Vsako leto se v parku zgodi več kot 600 potresov, kar pomaga seizmologom razumeti ta sistem prelomov. Večina teh potresov je premajhnih, da bi jih čutili, čeprav sta se leta 2002 zgodila dva močna potresa. 23. oktobra 2002 se je v parku zgodil potres z magnitudo 6,7, 3. novembra 2002 pa potres z magnitudo 7,9. Ti potresi niso povzročili večje izgube življenj ali lastnine, saj je območje zelo redko poseljeno, so pa sprožili na tisoče zemeljskih plazov.

### Ledeniki
Ledeniki pokrivajo približno 16 % od 6 milijonov hektarjev narodnega parka in rezervata Denali. Meritve kažejo, da ledeniki v parku vsako leto izgubijo približno 2 m navpične vodne ekvivalentnosti. Na jugovzhodni strani pogorja so obsežnejši ledeniki, ker na tej strani zapade več snega zaradi vetrov, ki prenašajo vlago iz Aljaškega zaliva. Pet največjih južno obrnjenih ledenikov je Yentna (dolg 32 km), Kahiltna (48 km), Tokositna (37 km), Ruth (50 km) in Eldrige (48 km). Ledenik Ruth je debel 1200 m. Vendar se največji ledenik, ledenik Muldrow (dolg 51 km), na severni strani. Kljub temu ima severna stran na splošno manjše in krajše ledenike. Ledenik Muldrow se je v zadnjih stotih letih dvakrat podaljšal. To pomeni, da se je za kratek čas premaknil naprej z močno povečano hitrostjo zaradi nabiranja vode med dnom ledenika in kamnitim kanalom, ki plava na ledu (zaradi hidrostatičnega tlaka).
Na zgornjih koncih Denalijevih ledenikov so polkrožne kotanje s strmimi stenami, imenovane krnice. Te nastanejo iz ciklov zmrzovanja in odmrzovanja staljene vode v kamninah nad ledenikom, pod ledenikom pa prihaja do ledeniške erozije in množičnega uničevanja. Ker so krnice na nasprotnih straneh grebena zarezane globlje v razcep, tvorijo ozek, oster, nazobčan greben, imenovan arête. Ker se arête obrablja zaradi erozije ledeniškega ledu, se nižja točka med krnico imenuje col (ali, če je velika, prelaz). Coli so sedlaste vdolbine v grebenu med krnicami. Ko se krnice s treh ali štirih strani zarežejo v vrh gore, nastane oster vrh, podoben zvoniku.
Ledeniki odlagajo drobce kamnin, vendar so najbolj opazne usedline balvani, to so veliki kosi kamnin, ki jih nosijo od izvora in jih najdemo na ledeniških terasah in vrhovih grebenov na številnih mestih po Denaliju. Balvani so narejeni iz granita in so lahko veliki kot hiša. Nekateri (na primer tisti iz doline Yanert) so 48 km stran od svoje prvotne lokacije.
Ko se ledeniki pomikajo navzdol, se velike količine kamnitih odpadkov prenašajo na, v in pod ledom. Bočne morene nastanejo, ko se naplavine kopičijo v obliki nizkih grebenov, ki se peljejo vzdolž roba premikajočih se ledenikov. Ko se bočne morene, ki mejijo ena na drugo, združijo, ustvarijo srednje morene, ki se prav tako prenašajo navzdol na površino premikajočega se ledu.
Prepleteni potoki staljene vode, ki so močno obremenjeni s kamnitimi odpadki, nenehno premikajo in prepletajo svoje kanale nad dnom dolin. Dolinski nasipi so zgrajeni, ko potoki spustijo količine slabo razvrščenih usedlin. Doline so dolge, ozke akumulacije ledeniške vode, omejene s stenami dolin.
Kotli nastanejo, ko se ledenik umika in hitro tali, ledeni bloki pa so še vedno zakopani pod tilom. Ko se led pod tilom stopi, se til usede in tvori vdolbine, imenovane kotlički. Ko se kotlički napolnijo z vodo, so znani kot kotliška jezerca. Kotliška jezera so vidna v bližini Polychrome Overlook, počivališča Teklanika in Čudežnega jezera. :45

### Permafrost
Trajno zmrznjena tla so znana kot permafrost. Permafrost je v Denaliju prekinjen zaradi razlik v vegetaciji, temperaturah, snežni odeji in hidrologiji. Aktivna plast, ki se sezonsko zamrzne in odtaja, je lahko debela od 25 mm do 3,0 m. Plast permafrosta leži med 9,1 in 30,5 m pod aktivno plastjo. Sestoj nenavadno nagnjene bele smreke, ki raste na nižjem pobočju Denalija, se imenuje Pijani gozd. Drevesa se nagibajo zaradi drsenja tal, ki je posledica ciklov zmrzovanja/tajanja permafrosta. Permafrost vpliva na ekosistem v parku tako, da vpliva na hidrologijo, vzorce vegetacije in divje živali. V zelo hladnem pleistocenskem podnebju je bil ves Denali trdno zmrznjen. Severna območja so še vedno zmrznjena zaradi nenehnih nizkih temperatur. Približno 75 % Denalija je imelo permafrost blizu površine ali aktivno plast permafrosta v 1950-ih. V 2000-ih je imelo okoli 50 % Denalija skoraj površni permafrost. Domneva se, da bo do leta 2050 na površini ostalo le približno 6 % permafrosta. Zaradi podnebnih sprememb se večina plitvega permafrosta tali. Ocenjuje se, da bo z dodatnim segrevanjem za 1-2 stopinji večina permafrosta Denalija odmrznila. Taljenje permafrosta povzroča zemeljske plazove, ko se z ledom bogata tla spremenijo v blatno zemljino. Zemeljski plazovi so že prej vplivali na dostopnost v Denaliju, saj so ovirali ceste v parku. Taljenje permafrosta sprošča dodatni ogljik v ozračje.
Plitvi ribniki v Denaliju so znani kot talilna jezera in jamska jezera, ki nastanejo, ko voda, ki jo segreje sonce, oblikuje bazene v spodnjem permafrostu. Ti ribniki se poleti postopoma poglabljajo in, če je temperatura dovolj visoka, se povečajo, ko se njihovi robovi sesedejo.
Toplotno raztezanje in krčenje povzročata razpoke permafrosta. Poleti voda zapolni te razpoke in oblikuje žile, imenovane ledeni klini. Te zagozde se povečujejo s sezonskimi cikli zmrzovanja/odmrzovanja. Nekateri ledeni klini, ki so bili zakopani stoletja, se odkrijejo med izkopavanji ali plazovi.

## Podnebje
Po Köppnovi podnebni klasifikaciji ima narodni park Denali subarktično podnebje (Dfc). Območje odpornosti rastlin v centru za obiskovalce Denali je 3a s povprečno najnižjo letno temperaturo −39,4 °C.
Dolgim zimam sledijo kratke rastne dobe. Osemdeset odstotkov populacije ptic se vrne po mrzlih mesecih in vzgaja svoje mladiče. Večina sesalcev in drugih divjih živali v parku preživi kratke poletne mesece v pripravah na zimo in vzreji mladičev.
Poletja so običajno hladna in vlažna, vendar temperature okoli 20 stopinj niso redke. Vreme je tako nepredvidljivo, da je bilo avgusta celo primerov snega.
Severna in južna stran Aljaškega pogorja imata popolnoma različno podnebje. Aljaški zaliv prenaša vlago na južno stran, gore pa blokirajo vodo na severno stran. To prinaša bolj suho podnebje in velika temperaturna nihanja proti severu. Jug ima prehodno morsko celinsko podnebje z vlažnejšimi, hladnejšimi poletji in toplejšimi zimami.

## Ekologija
Aljaško pogorje je gorsko prostranstvo, ki poteka skozi celoten park in močno vpliva na ekosisteme parka. Rastlinstvo v parku je odvisno od nadmorske višine. Drevesna meja je na višini 760 m, zaradi česar je večina parka velika tundra. V nižinskih predelih parka, kot so zahodni deli okoli Čudežnega jezera, v gozdu prevladujejo smreka in vrba. Večina dreves in grmovnic ne doseže polne velikosti zaradi neugodnega podnebja in tanke prsti. V parku so trije tipi gozdov: od najnižjega do najvišjega so nizko grmičasto barje, nižinski smrekov topolov gozd in višinski smrekov gozd. Gozd raste v mozaiku, zaradi občasnih požarov.
V tundri parka se plasti vrhnje zemlje zbirajo na gnilih razdrobljenih kamninah, ki so jih premaknile tisočletja ledeniške dejavnosti. Na zgornji plasti zemlje rastejo mahovi, praproti, trave in glive. Na območjih muskeg se oblikujejo šopaste trave, ki lahko zbirajo alge. Izraz muskeg vključuje gobasto z vodo prepojene grme in globoke vodne bazene, prekrite z mahom, ki je na videz čvrst. Divje borovnice in Shepherdia canadensis uspevajo v tundri in zagotavljajo medvedom Denalija glavni del njihove prehrane.
V parku je več kot 450 vrst cvetočih rastlin, ki jih lahko opazujete v cvetenju vse poletje. Slike zlate rozge, ciprje (Chamaenerion angustifolium),  Mertensia paniculata in svišč, ki polnijo doline, se pogosto uporabljajo na razglednicah in v umetninah.
Denali je dom številnim severnoameriškim pticam in sesalcem, vključno z ocenjenimi 300–350 medvedi grizliji na severni strani Aljaškega pogorja (70 medvedov na 1000 kvadratnih milj) in ocenjenimi 2700 črnimi medvedi (334 na 1000 kvadratnih milj). Od leta 2014 so biologi parka spremljali približno 51 volkov v 13 krdelih (7,4 volka na 1000 kvadratnih milj), medtem ko so raziskave ocenile 2230 karibujev leta 2013 in 1477 losov leta 2011. Dallove ovce pogosto vidimo na pobočjih gora. Manjše živali, kot so kojoti, sivi svizci (Marmota caligata), rovke, arktične talne veverice (Urocitellus parryii), bobri, pike (Ochotona collaris) in snežni zajci (Lepus americanus), so vidne v izobilju. Vrste navadna lisica in polarna lisica, ameriška kuna (Martes americana), kanadski ris (Lynx canadensis) in rosomah prav tako naseljujejo park, vendar jih redkeje opazimo zaradi njihove izmuzljive narave.
Pozno spomladi in poleti v parku prebivajo številne vrste ptic selivk. Obstajajo pegami (Bombycilla), polarne penice (Phylloscopus borealis), smrekov kalin in navadni kupcar (Oenanthe oenanthe), pa tudi belka in labod Cygnus columbianus. Med ujede sodijo različni jastrebi, sove in sokoli, pa tudi številni, a vpadljivi planinski orli.
Deset vrst rib, vključno s postrvjo, lososom in arktičnim lipanom, si deli vode parka. Ker se številne reke in jezera Denalija napajajo iz ledenikov, ledeniški mulj in nizke temperature upočasnjujejo metabolizem rib in jim preprečujejo, da bi dosegle normalno velikost. Ena sama vrsta dvoživk, lesna žaba, živi med jezeri parka.
Deset vrst rib, vključno s postrvjo, lososom in arktičnim lipanom, si deli vode parka. Ker se številne reke in jezera Denali napajajo iz ledenikov, ledeniški mulj in nizke temperature upočasnjujejo metabolizem rib in jim preprečujejo, da bi dosegle normalno velikost. [Potreben citat] Ena sama vrsta dvoživk, lesna žaba (Lithobates sylvaticus), živi tudi med jezera parka.
V parku je več tujerodnih vrst, vključno navadni regrat, Crepis tectorum, medena detelja (Melilotus albus), ptičja grašica (Vicia cracca), navadna madronščica in nedišeča rirobka (Tripleurospermum inodorum). V parku je dokumentiranih 28 invazivnih vrst in 15 od teh vrst velja za grožnjo. Prostovoljci in čuvaji parkov si prizadevajo ohraniti nizko populacijo tujerodnih rastlin.
Redarji parka Denali si nenehno prizadevajo ohraniti divje živali z omejevanjem interakcije med ljudmi in živalmi v parku. Hranjenje katere koli živali je strogo prepovedano, saj lahko povzroči škodljive učinke na prehranjevalne navade živali. Obiskovalce spodbujamo, da si živali ogledajo z varne razdalje. Avgusta 2012 je park doživel svoj prvi znani smrtni napad medveda, ko je osamljeni pohodnik med fotografiranjem očitno prestrašil velikega samca grizlija. Analiza prizorišča in pohodnikova kamera močno nakazujeta, da je kršil predpise parka glede srečanj z medvedi v naravi, s čimer so seznanjeni vsi imetniki dovoljenj. Določena območja parka so pogosto zaprta zaradi neobičajne dejavnosti divjih živali, kot so brlogi volkov in medvedov ali nedavna mesta ubijanja.